# Eikentandvlinder
De eikentandvlinder (Peridea anceps) is een nachtvlinder uit de familie Notodontidae, de tandvlinders. De voorvleugellengte bedraagt tussen de 23 en 32 millimeter. De soort komt verspreid van Midden- en Zuid-Europa en Noord-Afrika naar het oosten over Azië voor. Hij overwintert als pop.

## Waardplanten
De eikentandvlinder heeft als waardplant de eik.

## Voorkomen in Nederland en België
De eikentandvlinder is in Nederland en België een algemene soort, die verspreid over het hele gebied kan worden gezien. De vlinder kent één generatie die vliegt van halverwege april tot halverwege juli.